# Kim Ok-hwa
Kim Ok-hwa, född den 11 augusti 1958, är en sydkoreansk handbollsspelare.
Hon tog OS-silver i damernas turnering i samband med de olympiska handbollstävlingarna 1984 i Los Angeles.